# Neperpolia
Neperpolia is een geslacht van vliesvleugeligen uit de familie Encyrtidae. De wetenschappelijke naam van dit geslacht is voor het eerst geldig gepubliceerd in 2003 door Hayat.

## Soorten
Het geslacht Neperpolia is monotypisch en omvat slechts de volgende soort:
- Neperpolia bangalorensis Hayat, 2003